# Paullinia costaricensis
Paullinia costaricensis är en kinesträdsväxtart som beskrevs av L. Radlk.. Paullinia costaricensis ingår i släktet Paullinia och familjen kinesträdsväxter. Inga underarter finns listade i Catalogue of Life.